# Lindhultasjön
Lindhultasjön är en sjö i Ulricehamns kommun i Västergötland och ingår i Göta älvs huvudavrinningsområde. Sjön är 7 meter djup, har en yta på 0,387 kvadratkilometer och befinner sig 293 meter över havet.

## Delavrinningsområde
Lindhultasjön ingår i det delavrinningsområde (641740-137508) som SMHI kallar för Mynnar i Vållern. Avrinningsområdets medelhöjd är 296 meter över havet och ytan är 23,29 kvadratkilometer. Det finns inga delavrinningsområden uppströms utan avrinningsområdet är högsta punkten. Vattendraget som avvattnar avrinningsområdet har biflödesordning 3, vilket innebär att vattnet flödar genom totalt 3 vattendrag innan det når havet efter 377 kilometer. Avrinningsområdet består mestadels av skog (76 %). Avrinningsområdet har 0,68 kvadratkilometer vattenytor vilket ger det en sjöprocent på 2,9 %.